# Wskaźnik dyskryminacji
Wskaźnik dyskryminacji (ang. index of discrimination) – najprostszy z wykorzystywanych w psychometrii współczynników mocy dyskryminacyjnej pozycji w teście psychologicznym, odpowiedni jedynie w przypadku pozycji dwukategorialnych.

## Podział osób badanych na grupę dolną i grupę górną
Jak podaje E. Hornowska, wskaźnik dyskryminacji wymaga wyznaczenia punktu podziału wszystkich badanych osób na dwie grupy: grupę o niskich wynikach w teście psychologicznym (jest to tzw. dolna grupa) i grupę o wysokich wynikach w teście (jest to tzw. górna grupa). Przykładowo, jeżeli jako punkt podziału zostałaby ustalona mediana to obie grupy będą liczyły dokładnie po 50%. W klasycznym badaniu T. L. Kelley z 1939 r. udowodnił, że optymalnym punktem podziału jest wyodrębnienie po 27% wyników skrajnych na obu krańcach tego kontinuum. Przy tak ustalonym podziale  stosunek otrzymanej różnicy do jej błędu standardowego jest maksymalny.

## Obliczanie wskaźnika dyskryminacji
Po wyodrębnieniu grupy dolnej i grupy górnej, wskaźnik dyskryminacji jest wyznaczany według poniższego wzoru:
D = pu - pl
gdzie: D - oznacza wskaźnik dyskryminacji, pu - proporcja odpowiedzi poprawnych (lub diagnostycznych) w górnej grupie badanych (litera "u" od ang. upper - górny), pl - proporcja odpowiedzi poprawnych (lub diagnostycznych) w dolnej grupie (litera "l" od ang. lower - dolny).

## Interpretacja wskaźnika dyskryminacji
Wskaźnik ten przyjmuje wartości z przedziału od -1,00 do +1,00. Wynik -1,00 oznacza, że pozycja testowa idealnie różnicuje w przeciwnym kierunku niż ogólny wynik w teście. Wynik +1,00 oznacza, że pozycja testowa idealnie różnicuje  w tym samym kierunku, co ogólny wynik w teście.